# Spiculaea ciliata
Spiculaea ciliata – gatunek roślin z monotypowego rodzaju Spiculaea z rodziny storczykowatych (Orchidaceae). Rośliny są endemitami występującymi w australijskim stanie Australia Zachodnia.

## Systematyka
Gatunek sklasyfikowany do podplemienia Drakaeinae w plemieniu Diurideae, podrodzina storczykowe (Orchidoideae), rodzina storczykowate (Orchidaceae), rząd szparagowce (Asparagales) w obrębie roślin jednoliściennych.